# Безсъдбовност
 Тази статия е за романа.  За филма вижте Безсъдбовност (филм).  
„Безсъдбовност“ (на унгарски: Sorstalanság) е роман на унгарския писател Имре Кертес.
Написана през 1969 – 1973 и издадена през 1975 година, книгата е полуавтобиографичен разказ за 14-годишен унгарски евреин, прекарал няколко месеца в германски концентрационни лагери по време на Холокоста в края на Втората световна война. Част е от трилогия, включваща още романите „Фиаско“ („A kudarc“, 1988) и „Кадиш за нероденото дете“ („Kaddis a meg nem született gyermekért“, 1990).
„Безсъдбовност“ е най-известният роман на Кертес и е филмиран през 2005 година от режисьора Лайош Колтай.